# Дукора
Дукора (бел. Дуко́ра) — агрогородок в Пуховичском районе Минской области Беларуси. Административный центр Дукорского сельсовета. 
Расположен на реке Свислочь, на расстоянии 25 км на юго-запад от Марьиной Горки, в 30 км от Минска, на пересечении автомобильных дорог Минск — Бобруйск и Руденск — Смиловичи. 
Население 1279 человек (2010).

## Этимология
В прошлом селение называлось Дукары — от латинского dux «князь», так как принадлежало князьям.

## История

### XVI век
Деревня Дукора входила в состав волости Бакшты в Минском повете, наследственного владения рода Кезгайлов. В 1554 году, в связи со смертью Станислава Кезгайлы, Бакшты были поделены между наследниками — семьями Завишей и Шеметов. Современный герб Дукоры является частью герба Кезгайлов «Задора».
В соответствии с административно-территориальной реформой 1565—1566 годов Дукора входила в состав Минского повета Минского воеводства. Первое письменное упоминание про Дукору, как собственность несовершеннолетних детей Я. Завиши, датируется 1582 годом, когда их мать вышла замуж вторично — за князя А. Вишневецкого. Тогда же упоминается первый сельский староста Дукоры — Еська Юрьевич. Около 1592 и 1595 годов в качестве владельцев поселения упоминаются Ян и Вацлав Шеметы, староста — С. Мазовка.

### XVII век
С 1606 Дукора находилась в совместном владении вдов А. Завиши и В. Шемета. В 1615 году поселение отдали в заклад Кшиштофу Слушке. В то время в Дукоре насчитывалось 84 двора селян-куничников. Позже собственниками владения стали Огинские. Последним владельцем Дукоры и всего Бакштинского владения из рода Огинских был гетман Михаил Казимир.

### XVIII век

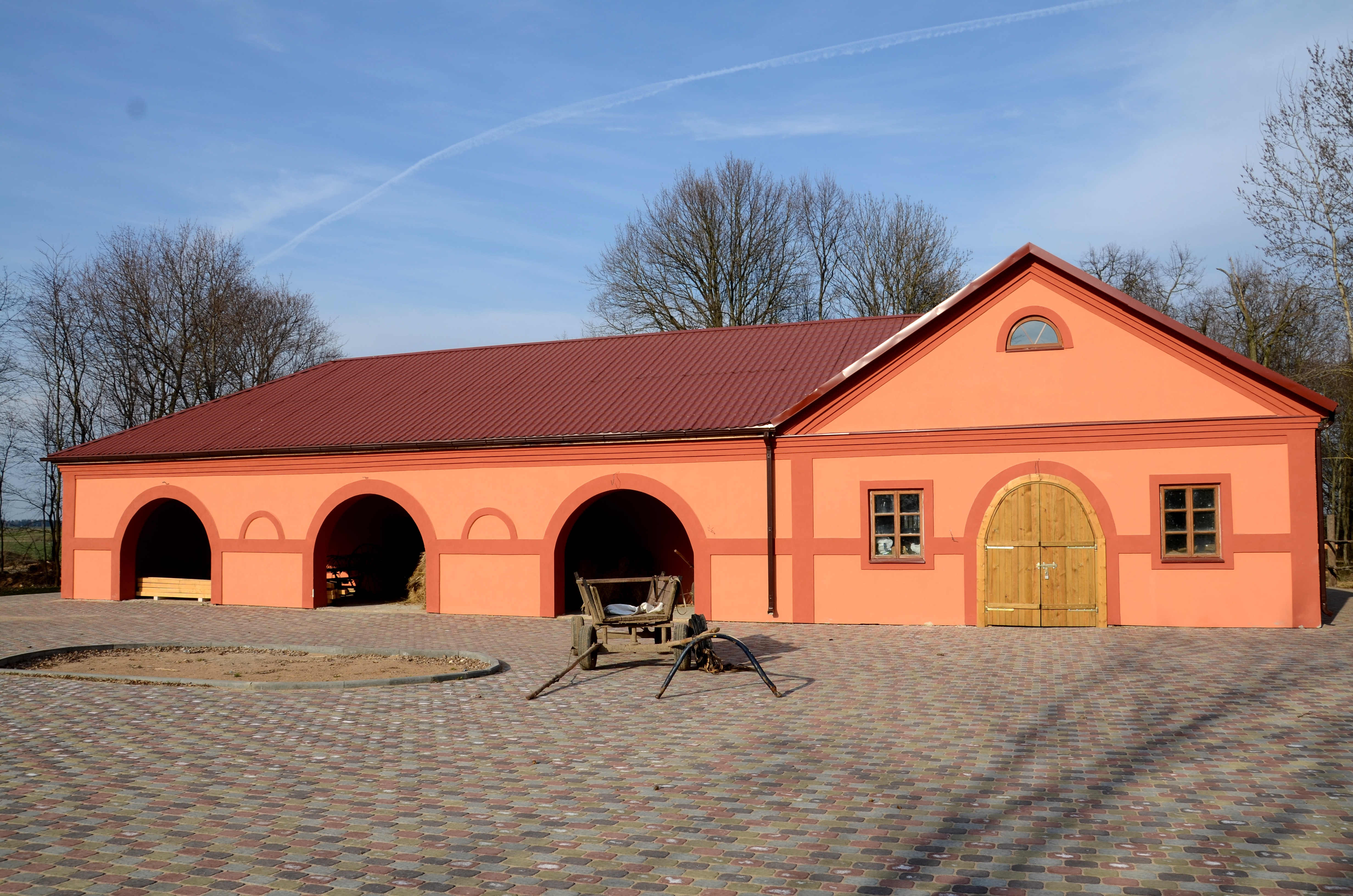
Восстановленные конюшни Дворца Гартингов, 2014 год

В результате второго раздела Речи Посполитой в 1793 году, Дукора оказалась в составе Российской империи, в Игуменском повете Минской губернии. Состоявшие на службе у гетмана Огинского Франц Ошторп — потомок осевшего в ВКЛ шведского солдата армии Карла XII и военный судья войск Великого княжества Литовского Станислав Монюшко, дед композитора Станислава Монюшко, взяли часть владений Огинского в аренду. Постепенно став кредиторами Огинского, Ошторп и Монюшко в конце 1790-х годов, в счет погашения долга, забрали у Огинского Дукору и Смиловичи Игуменского повета. Смиловичи достались Монюшко, Дукора — Францу Ошторпу. Чтобы уравнять ценность владений (в Смиловичах в то время уже был построен новый костёл), на средства Станислава Монюшко в 1800 году новый каменный храм возвели и в Дукоре.
Ранее Дукора была местом компактного проживания татар, которые были огородниками и кожевенниками, однако, после перехода селения в собственность Францу Ошторпу, татары переселились в Смиловичи и их окрестности, которые принадлежали Монюшко, и где тогда татары составляли почти половину населения. Считается, что после исхода татар освободившееся место было заселено евреями, которые взяли в свои руки всю торговлю и ремесло.

### XIX век
В 1800 году Дукора состояла из усадьбы, небольшого еврейского местечка и села. Имела униатскую Воздвиженскую церковь, хедер, возводился каменный костёл, регулярно проводилось 4 ярмарки. В 1-й половине XIX века Ошторпы построили каменный дворец. Был разбит большой регулярный парк. Прислуги во дворце насчитывалось около 100 человек. С 1823 по 1846 в имении существовал свой театр, работал цирк с зарубежными артистами, оркестр. Библиотека насчитывала несколько тысяч томов книг на польском, латинском и русском языках, а также рукописи и манускрипты. Ошторп имел большую коллекцию произведений живописи и предметов декоративно-прикладного искусства. Также, он был хозяином известного на то время Дукорского конезавода. В конюшнях Ошторпа выращивалось более 300 лошадей — орловской, арабской и английской пород. Проводились бега и скачки. Хозяева вели великосветский образ жизни, перманентно устраивая балы и гуляния. За заслуги перед губернским начальством и высокий уровень организации балов Леон Ошторп был избран минским губернским маршалком, получил звание действительного статского советника, стал обладателем Мальтийского креста. В 1851 году Леон Ошторп утонул в Свислочи. Дукора на некоторое время осталась без хозяев. Сохранилась язвительная эпиграмма на эту тему польского поэта-юмориста Легатовича:

…смерть Ошторпа в Дукоре произведёт большую перемену: господа перестанут пить, а мужики начнут есть…
В 1865 году Дукорский католический костел был закрыт и превращен в Успенскую православную церковь. В 1874 имение перешло к голландцу Константину Гартингу (ум. в 1891), семья которого обосновалась на Минщине в начале XIX века. Представители мужской линии Гартингов в основном были военными на российской службе.
«Россия. Полное географическое описание нашего Отечества» указывает на наличие в Дукоре «нескольких десятков» татарских семейств, которые занимались выделкой кожи и земледелием.
В 1876 году в Дукоре существовала водяная мельница, кузница, 3 трактира, винокурня, ледовня, амбары и другие хозяйственные постройки. В 1881 местечко слилось с селом: в это время здесь было 2 церкви, больница.

### XX век
Наследник Константина Гартинга, Станислав Гартинг, был воспитанником российского императора Николая II. Для встречи императора в Дукоре был специально подготовлен царский зал. Одна из стен зала была полностью зеркальной, три остальные были увешаны живописными полотнами. Из паркета на полу был выложен узор, изображающий тропические растения и животных.

Исторические фото Дукоры и зарисовки
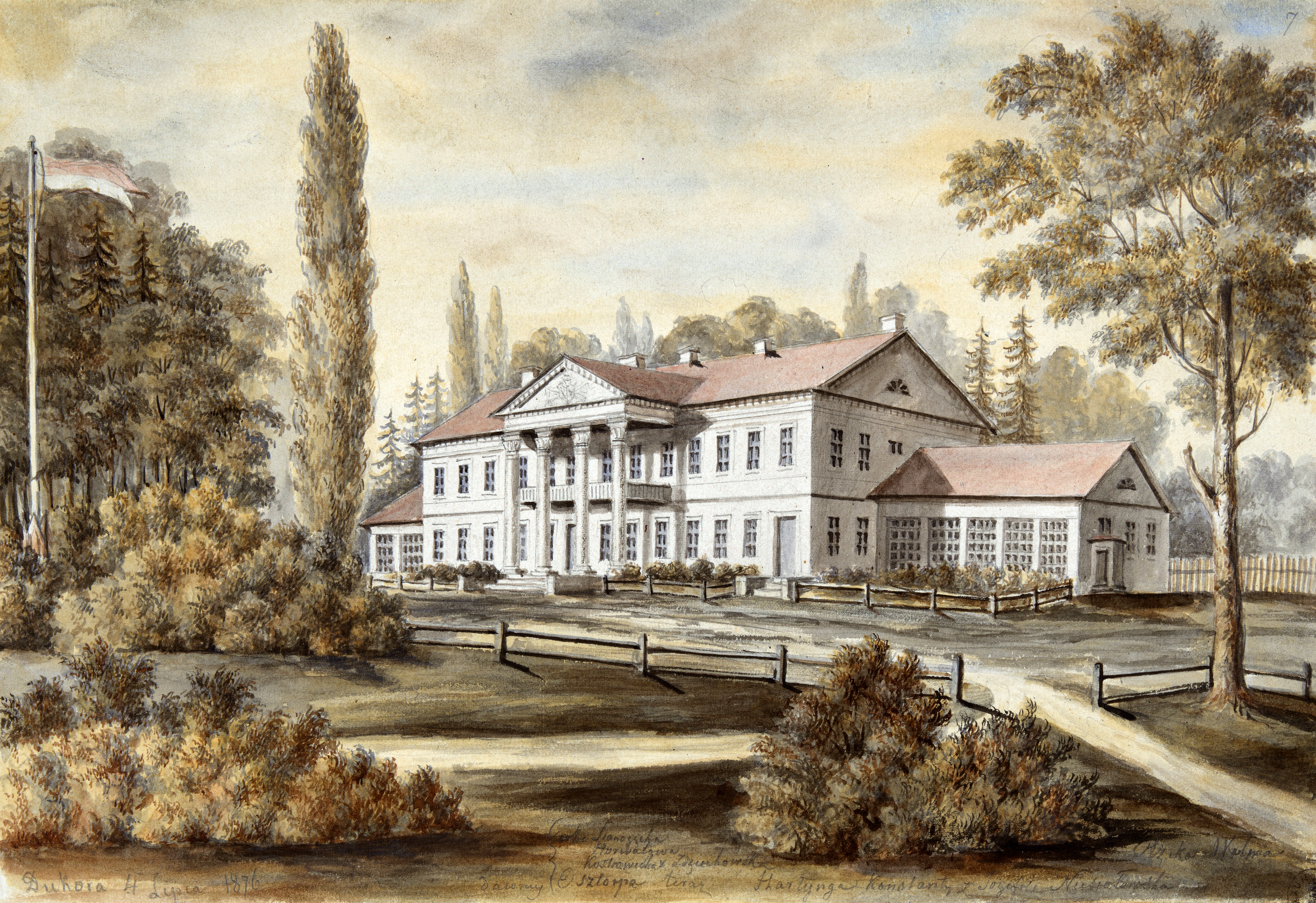
Дворец Гартингов. Рисунок Наполеона Орды, 1876
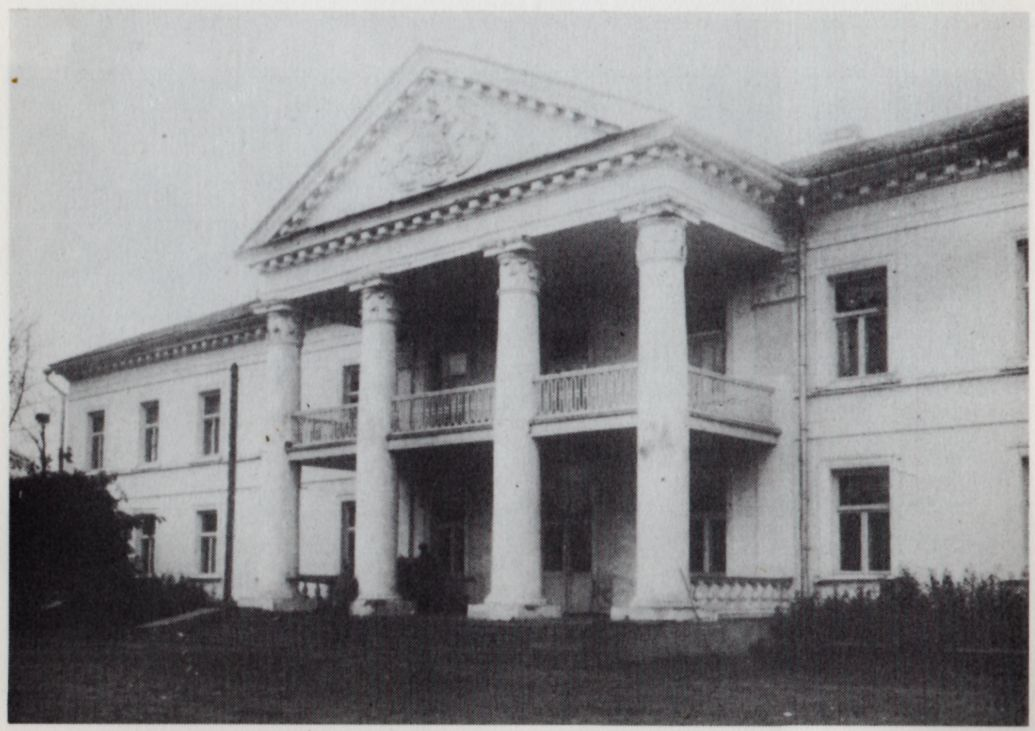
Дворец, портик
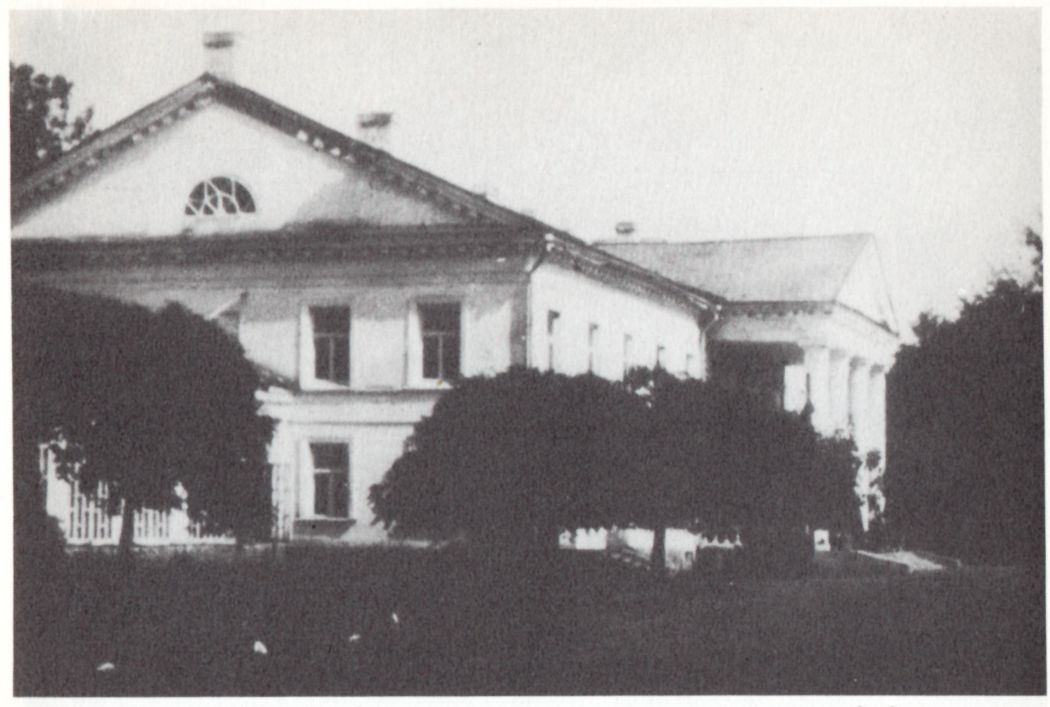
Дворец, боковой фасад
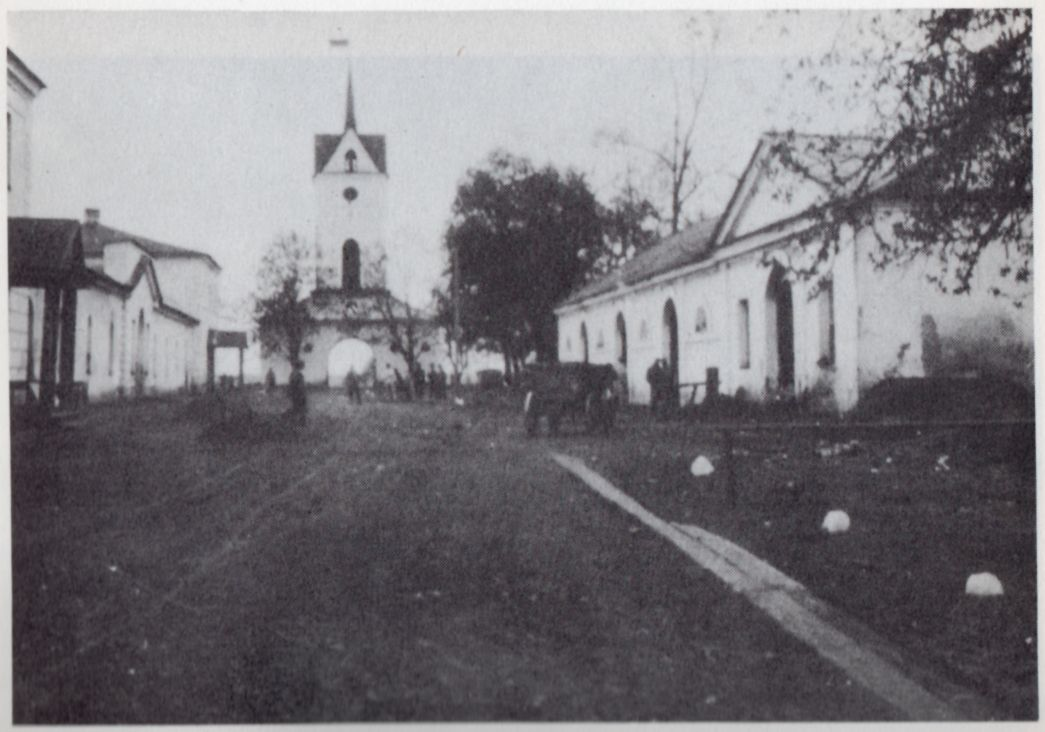
Въездные ворота, флигели
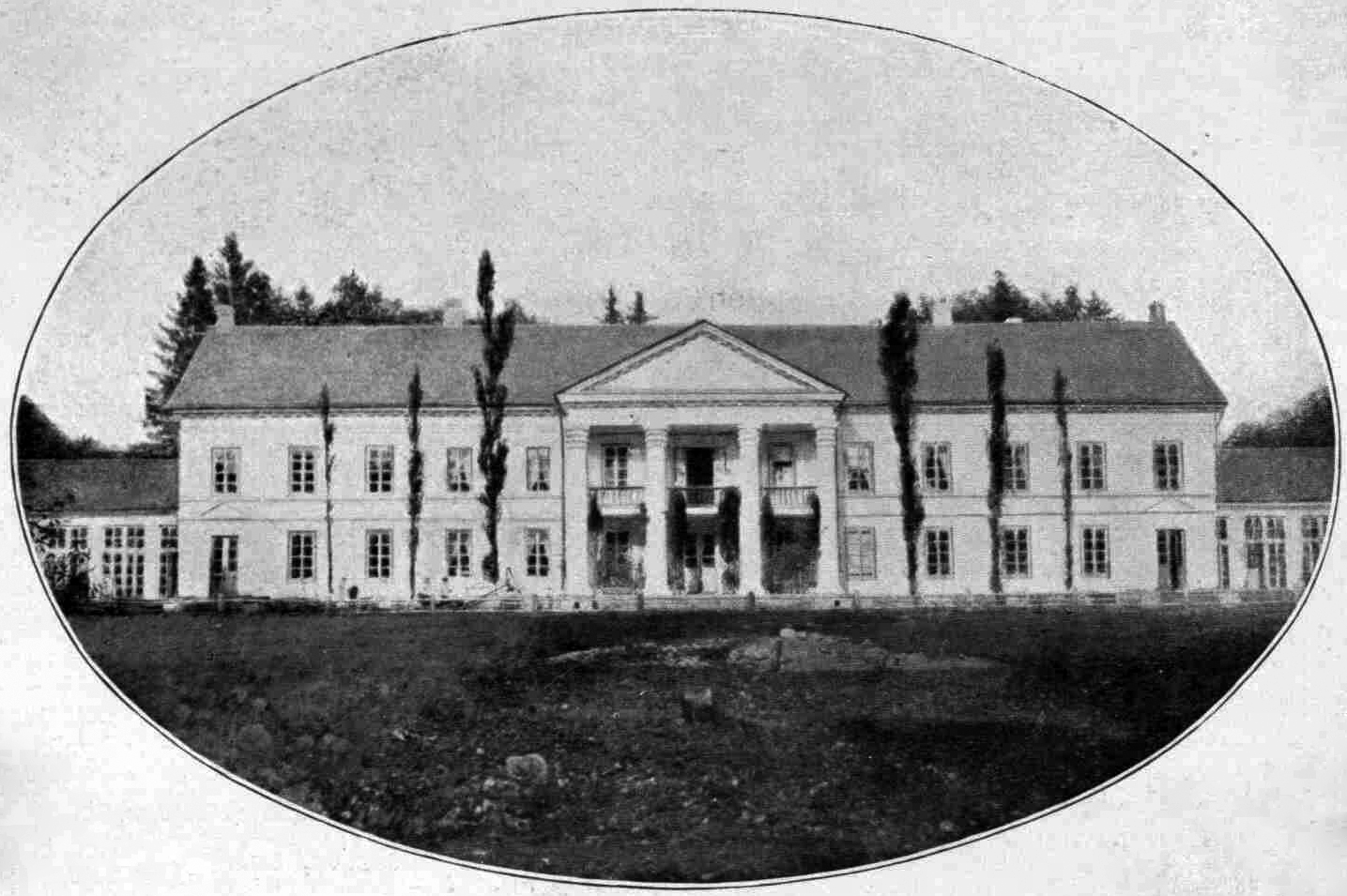
Дворец, главный фасад

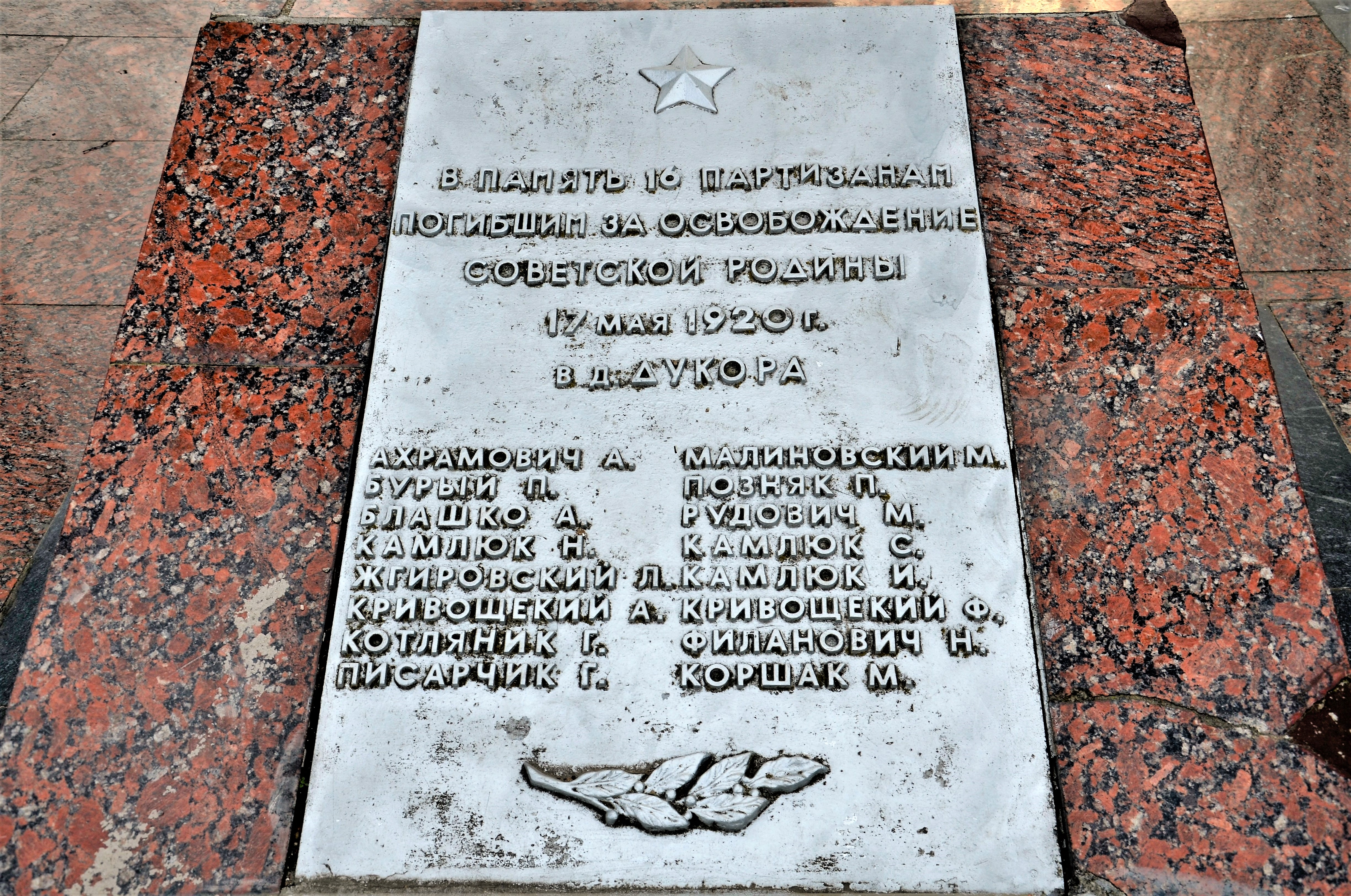
Мемориальная доска с фамилиями советских партизан, павших в боях под Дукорой в 1920 году

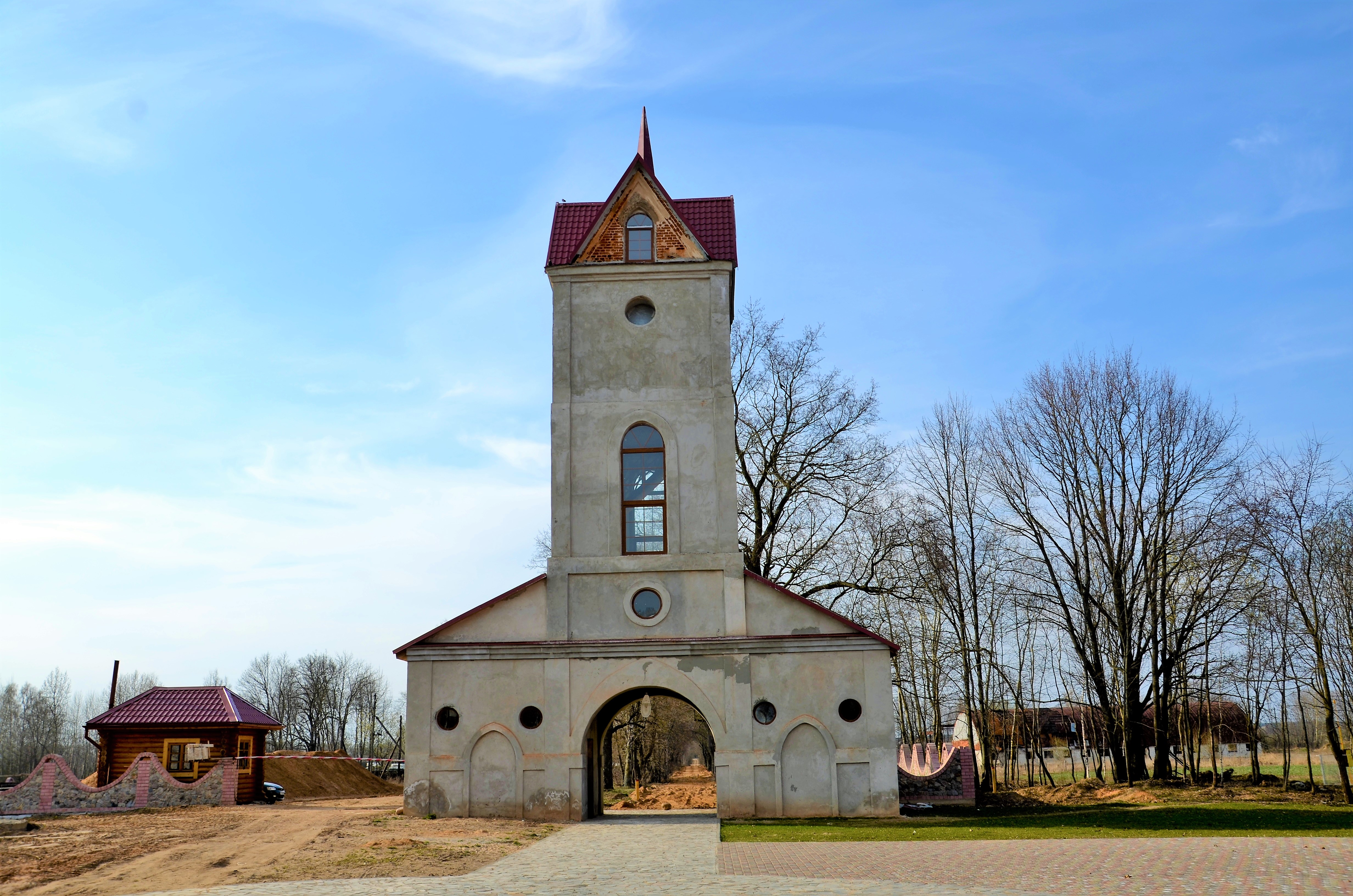
Въездные ворота дворцово-паркового ансамбля Гартингов в Дукоре

Но события 1905 года помешали визиту императора. В 1905—1907 годах Дукора стала центром революционной пропаганды среди крестьян села и окрестных деревень. Крестьяне подняли бунт, самовольно рубили лес в помещичьих угодьях, сопротивлялись полицейским.
Последний владелец из рода Гартингов — Георгий, выехал во Францию в 1918 году.
В Первую мировую войну, в феврале — декабре 1918 года, Дукору занимали немецкие войска. В августе 1919 — июле 1920 года село находилось под властью Польской Республики, было центром гмины. В лесах вокруг Дукоры действовал партизанский отряд под командованием Андрея Блашко. Отряд насчитывал около 600 человек. В центре Дукоры установлена мемориальная доска, на которой перечислены фамилии погибших в 1920 году членов отряда. Именем Андрея Блашко названа улица в Дукоре.
В 1919 Дукора вошла в состав БССР, 20 августа 1924 стала центром сельсовета. Статус поселения понизили до деревни. По состоянию на 1970 год здесь было 797 дворов, на 1993—652.
В конце 20-х и 30-е годы произошли значительные перемены в жизни крестьян. С началом процесса коллективизации хозяйства многих зажиточных крестьян были национализированы и переданы в колхоз. Целыми семьями «раскулаченные» были высланы на поселение в Сибирь и на Дальний Восток.
В 1918 году здание дворца Гартингов было отдано под школу. Во время Великой Отечественной войны здание дворца было взорвано советскими партизанами. Боевой необходимости в уничтожении дворца не было. Около 10 охранников-полицаев разбежались сразу после нападения партизан и сопротивления не оказали. В 60-е годы на фундаменте дворца была построена новая школа.
Евреев Дукоры во время немецко-фашистской оккупации согнали в гетто и в ноябре 1941 года всех убили.
В 2008 году присвоен статус агрогородка.

## Население
- XIX век: 
  - 1861 — 225 человек в местечке Дукора и 133 человека в селе Дукора;
  - 1881 — 842 человека.
- XX век: 
  - 1901 — 102 человека в имении Дукора и 1444 человека в селе Дукора;
  - 1970 — 2258 человек;
  - 1993 — 1588 человек[12].

## Инфраструктура
В Дукоре работает средняя образовательная школа, детское дошкольное учреждение, амбулатория, Дом культуры, библиотека, почта.

Центральная площадь Дукоры в 2014 году
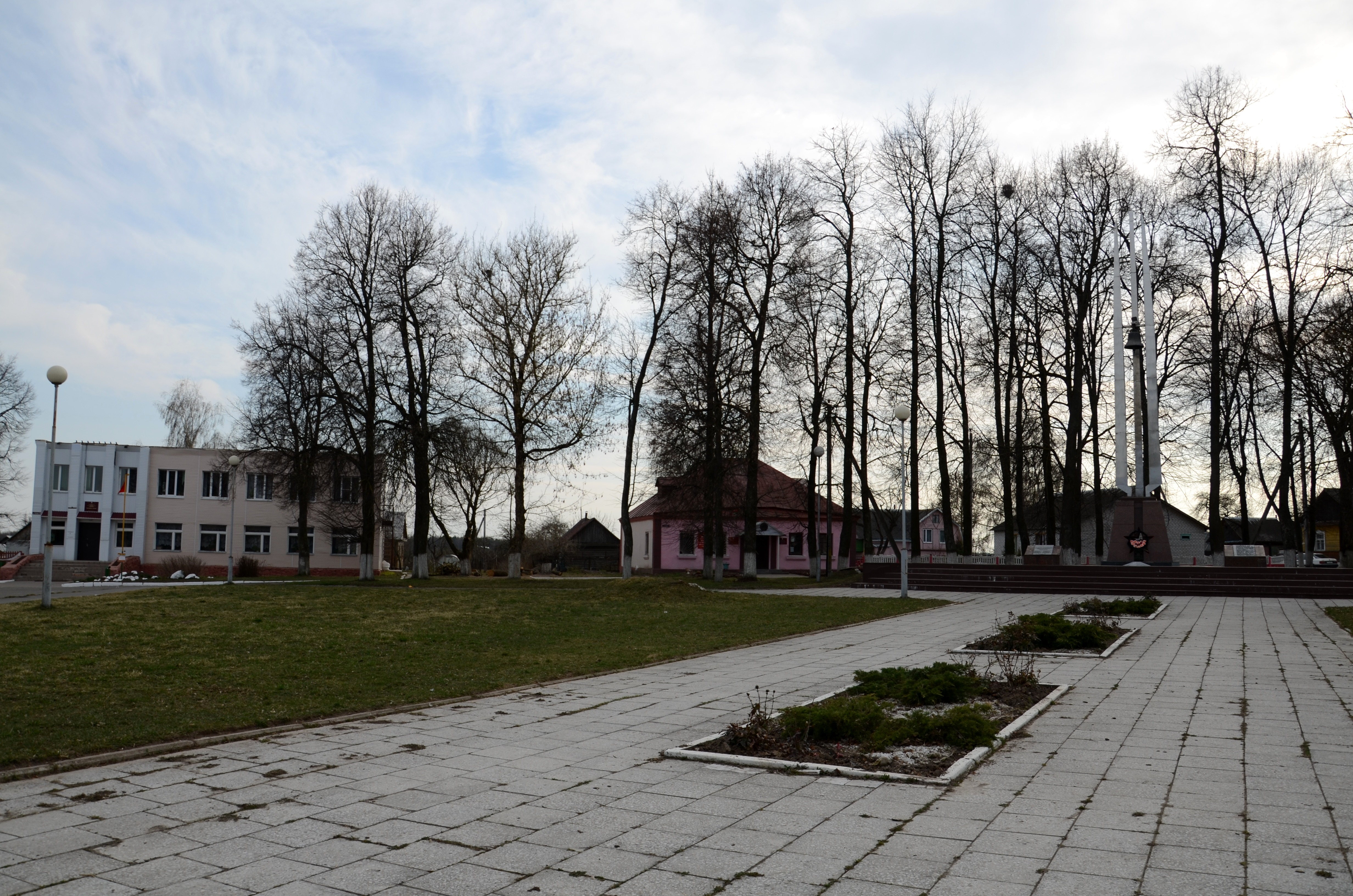
Центральная площадь
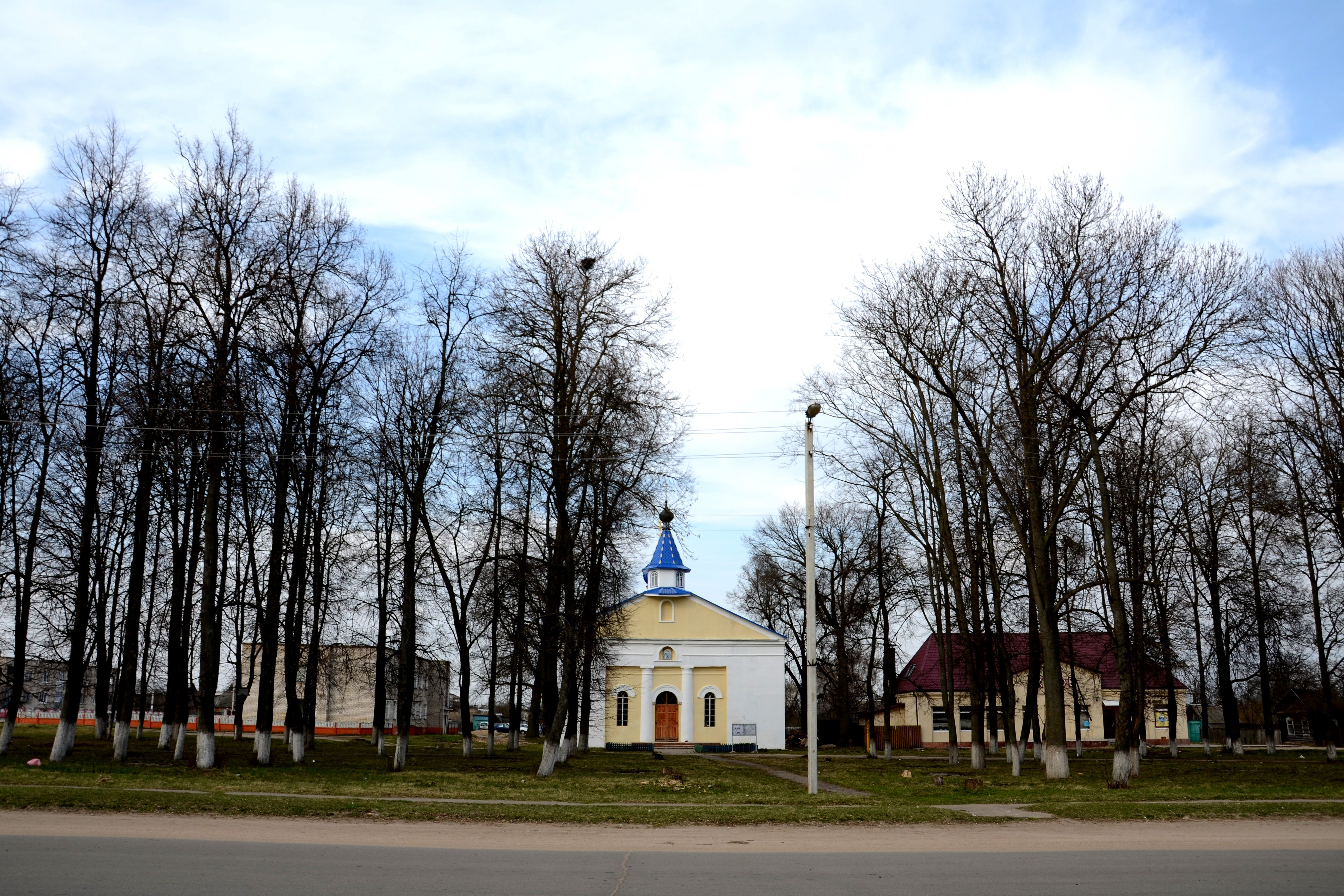
Центральная площадь, здание церкви
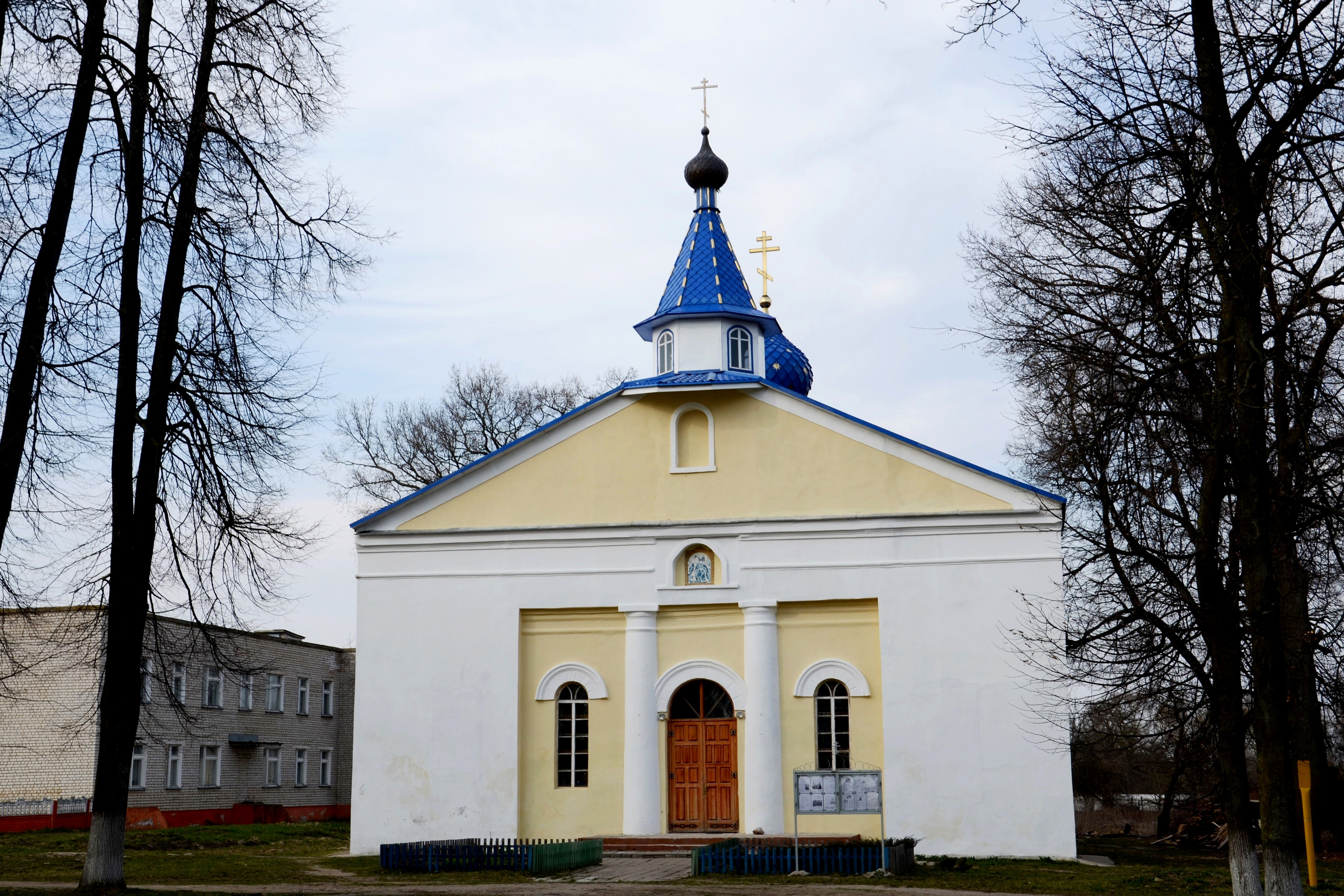
Церковь святого Ильи-Пророка
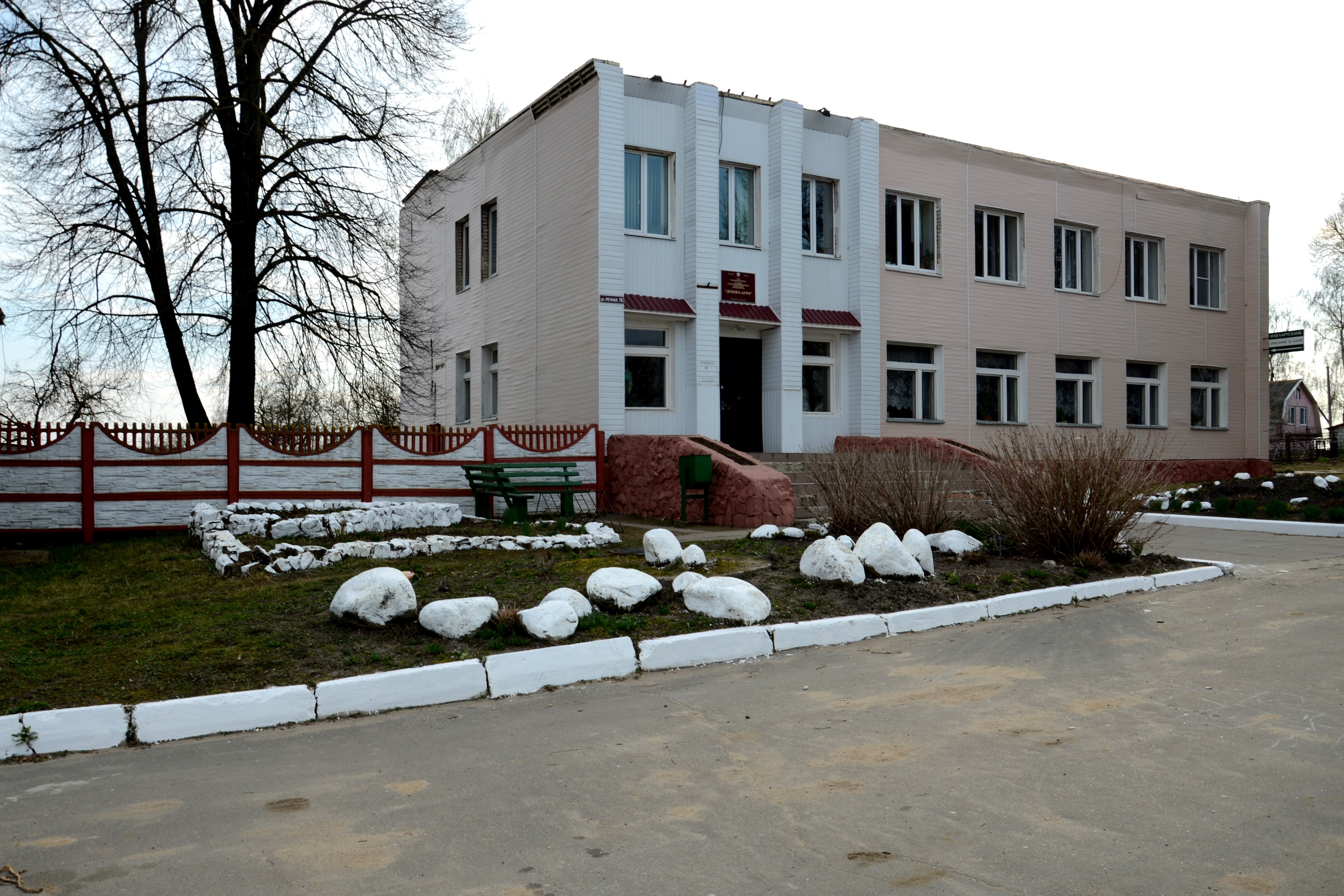
Предприятие «Дукора-АГРО»
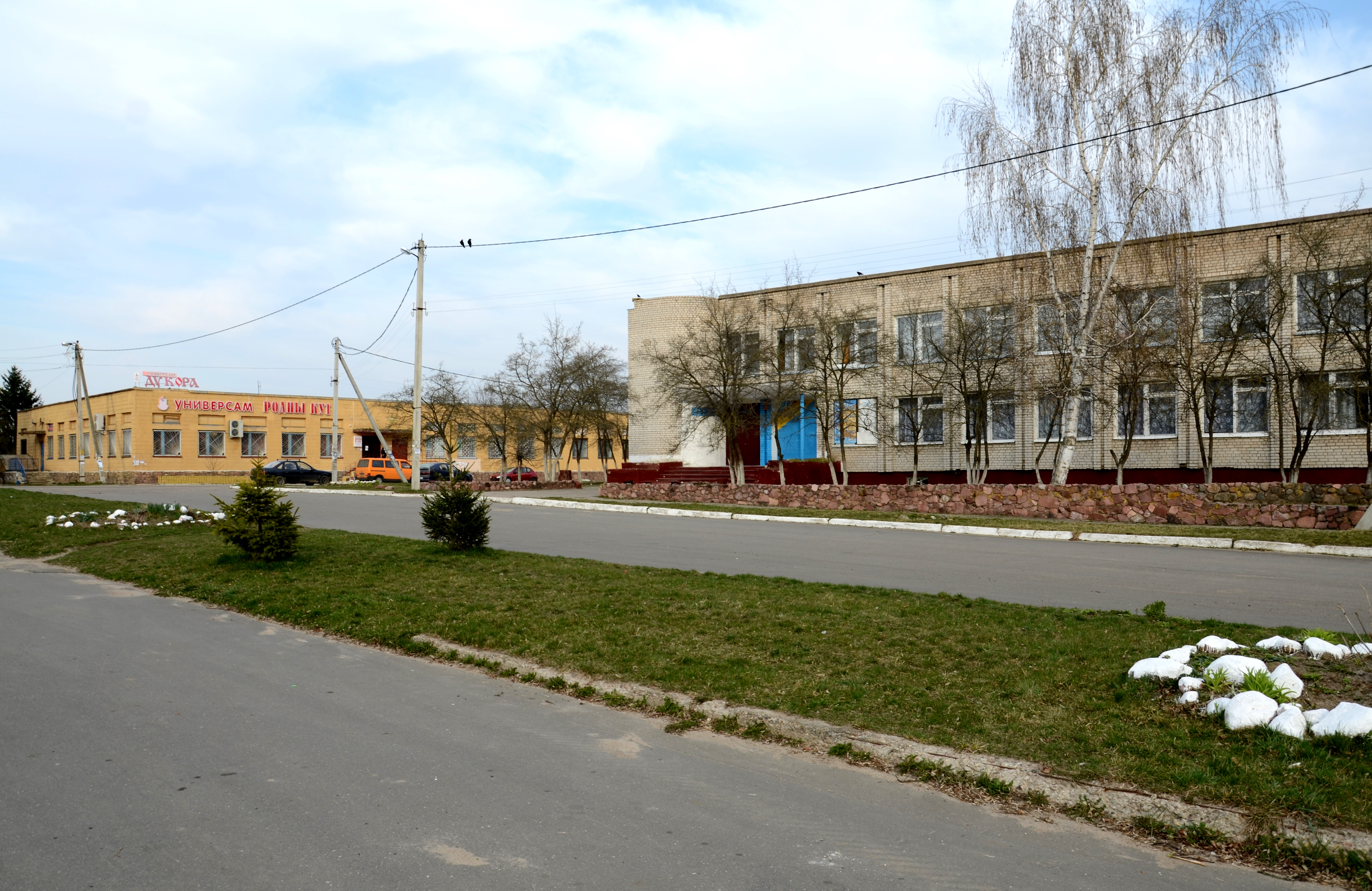
Дом культуры и универсальный магазин
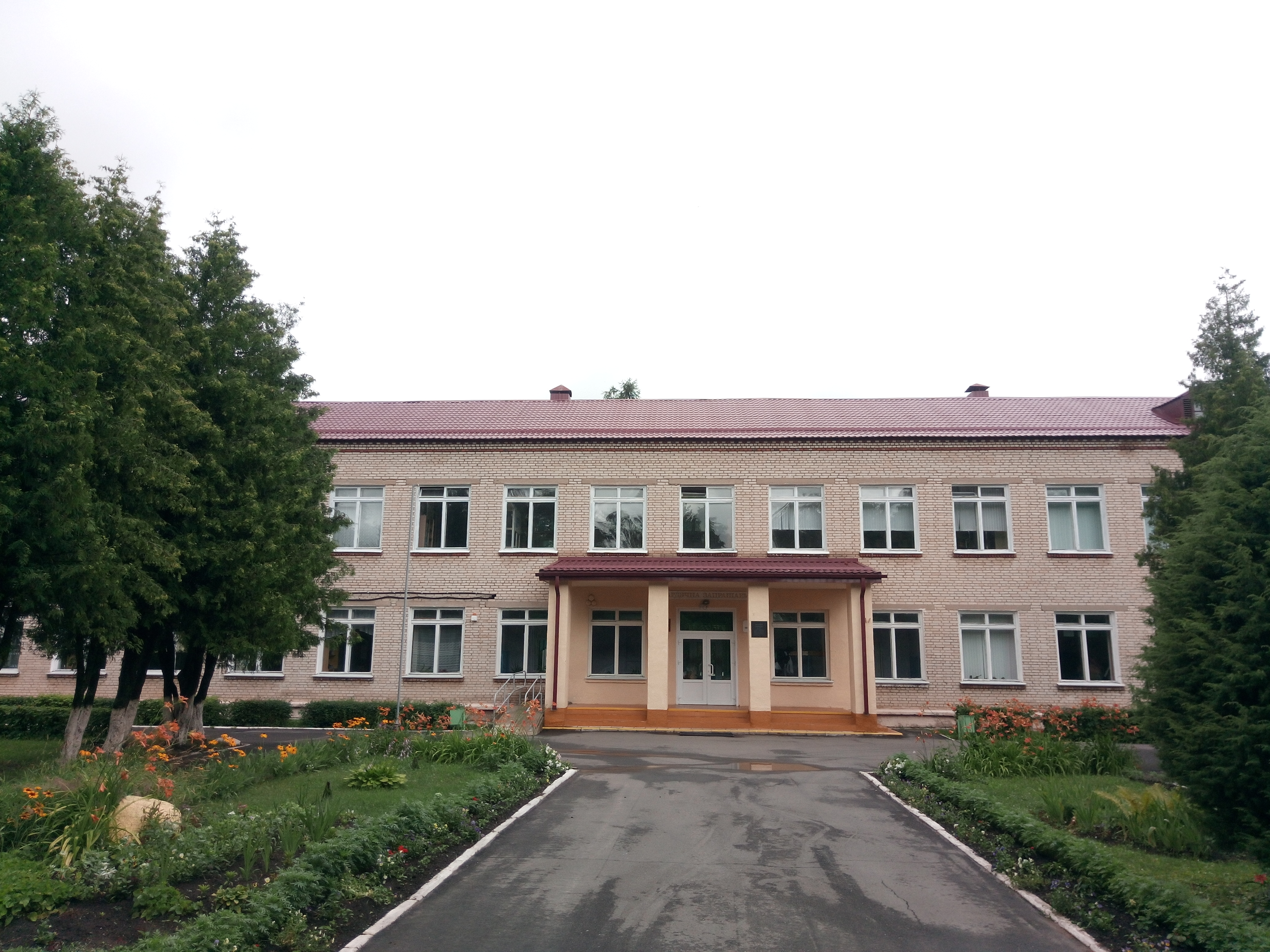
Школа
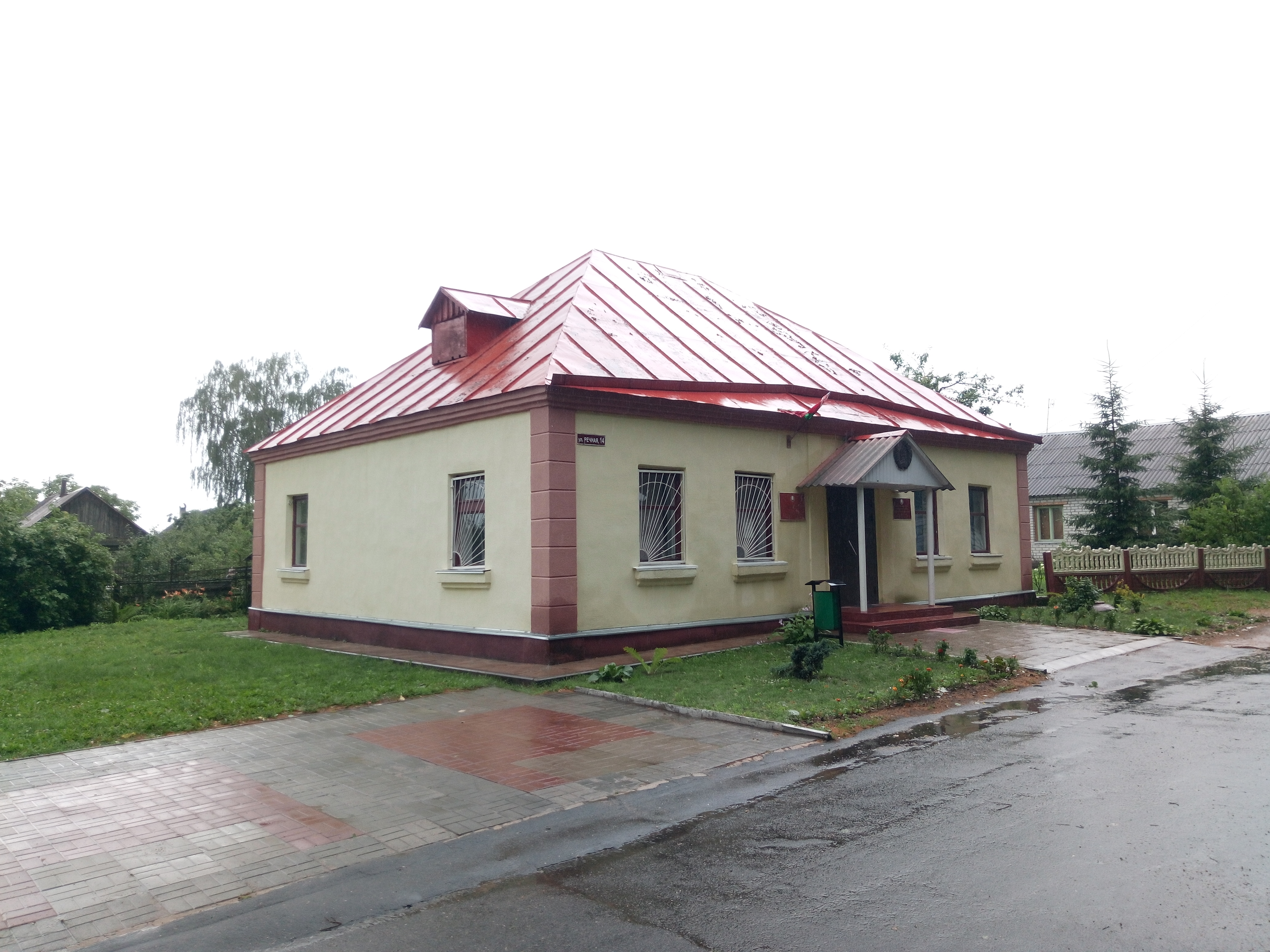
Дукорский сельисполком
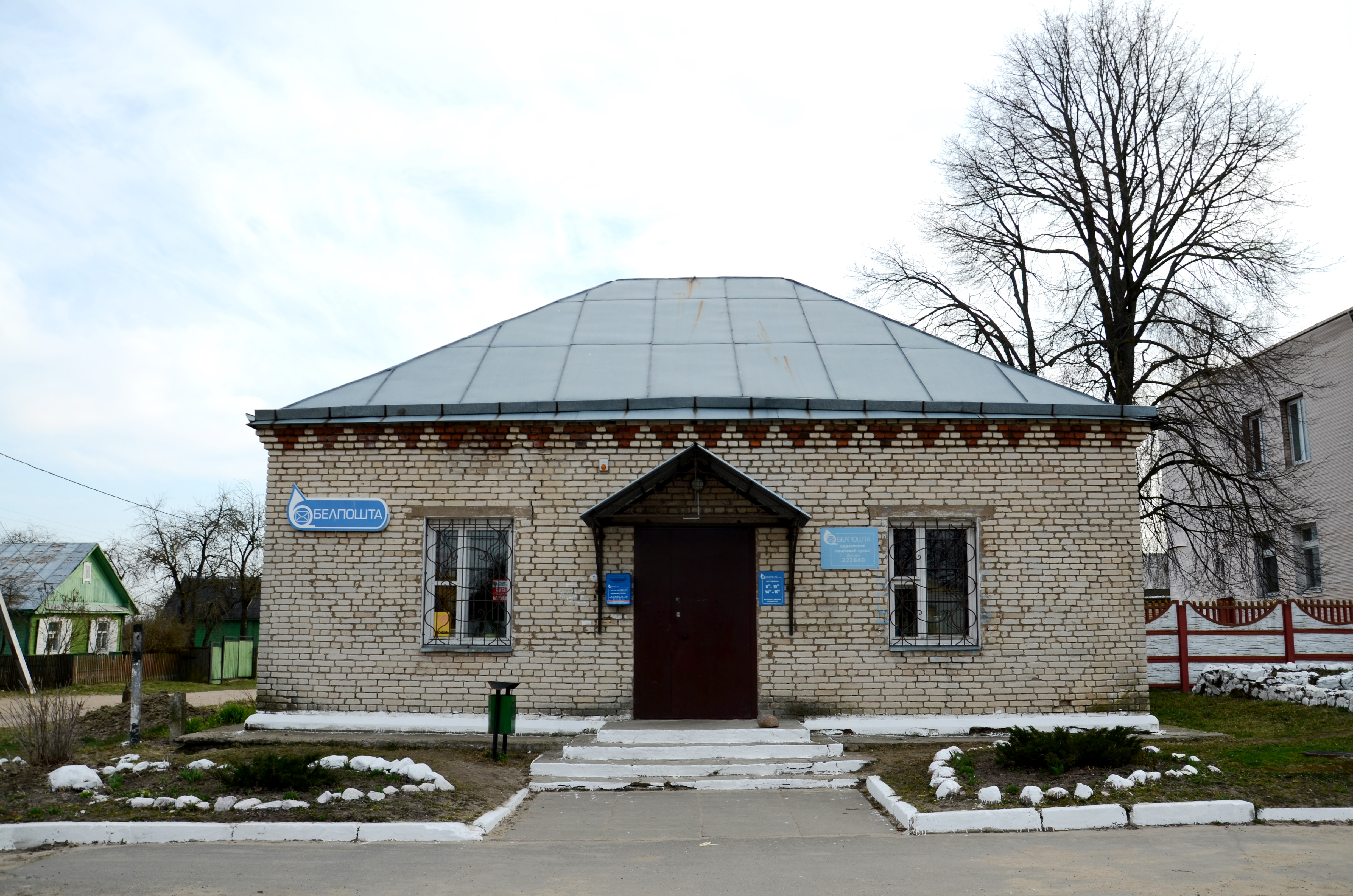
Почта
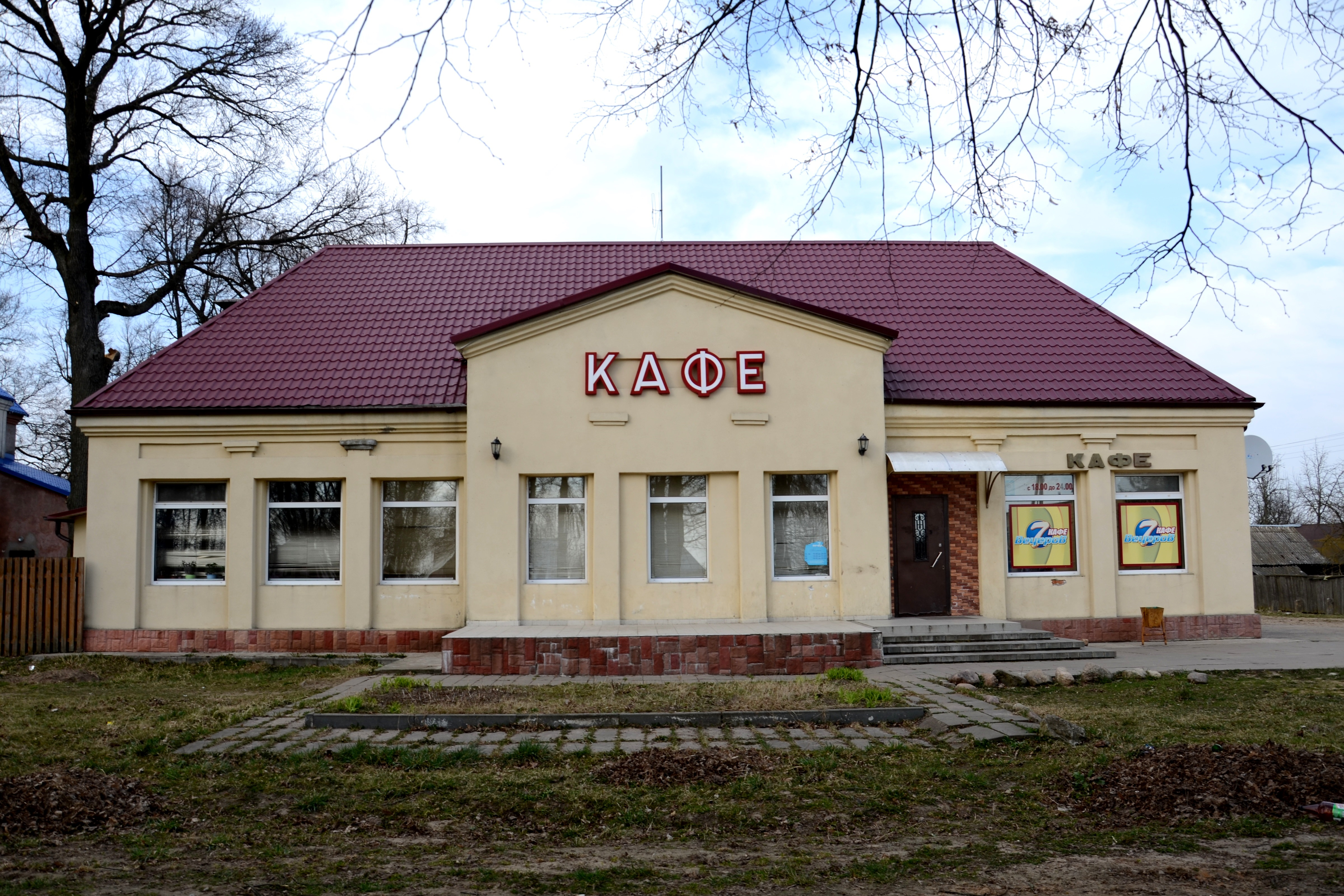
Кафе

## Культура
- Дом культуры

## Музейный комплекс «Дукорскі маёнтак»[13]

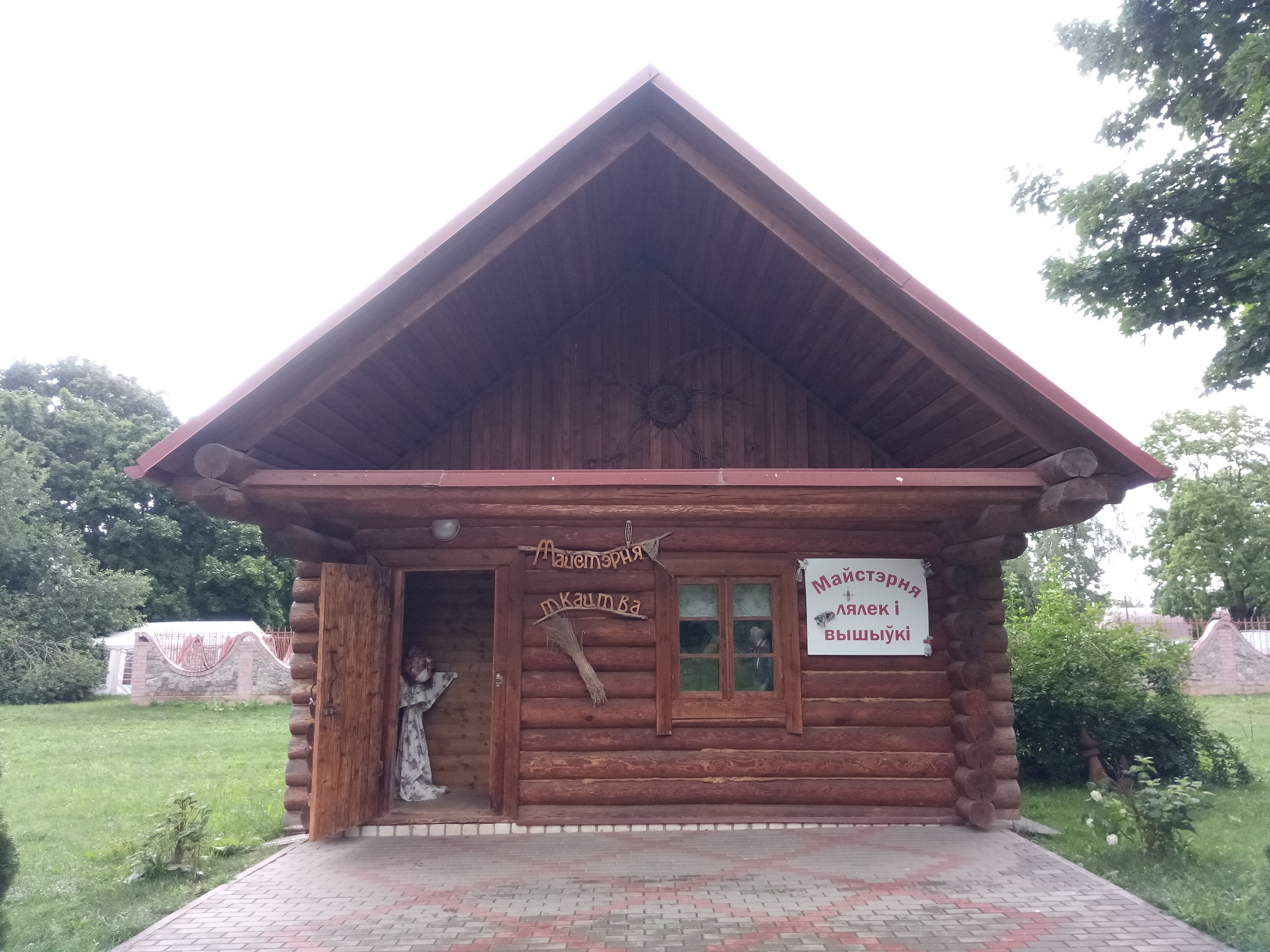
Мастерская игрушек и вышивки
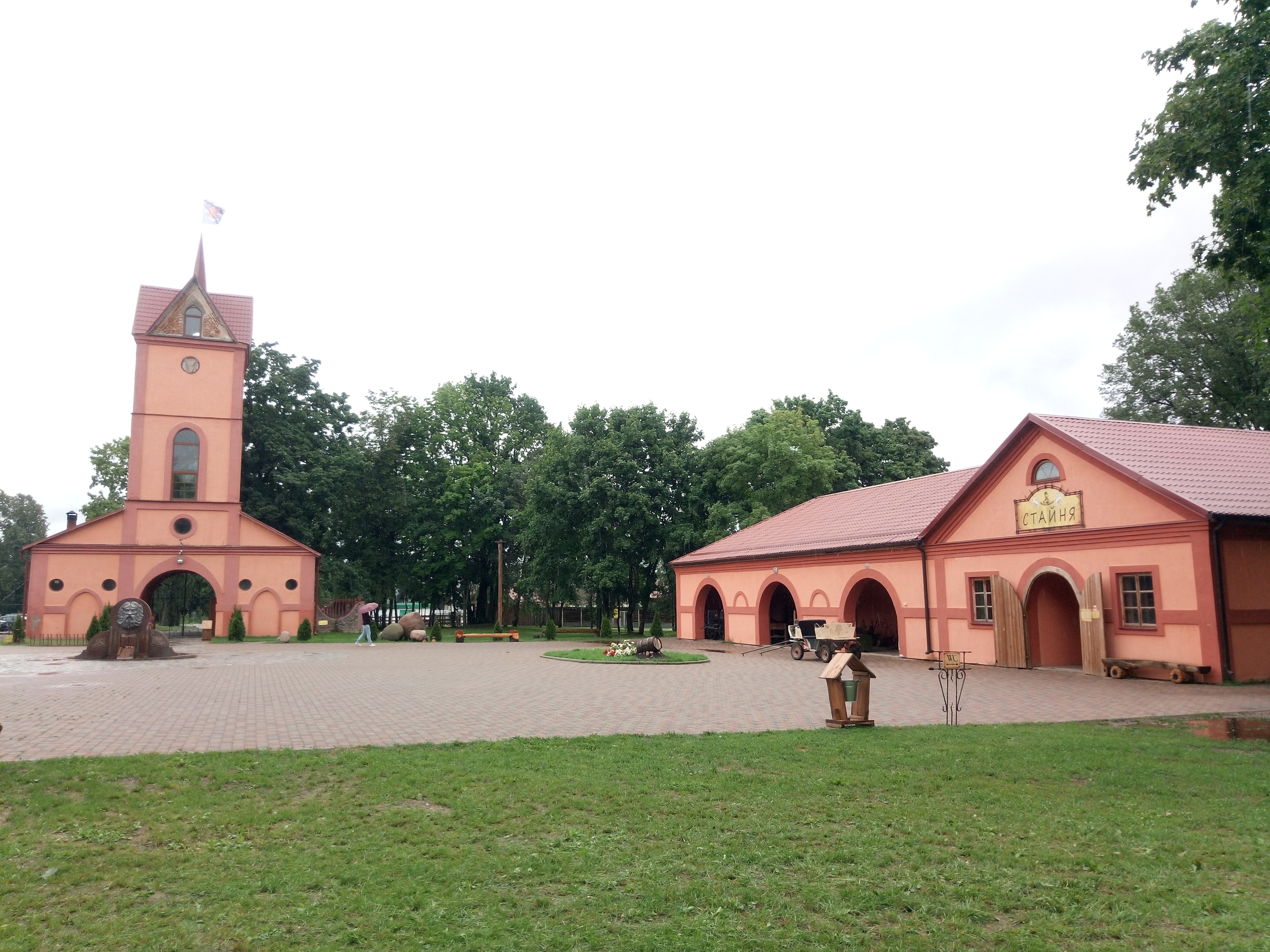
Ворота и конюшня
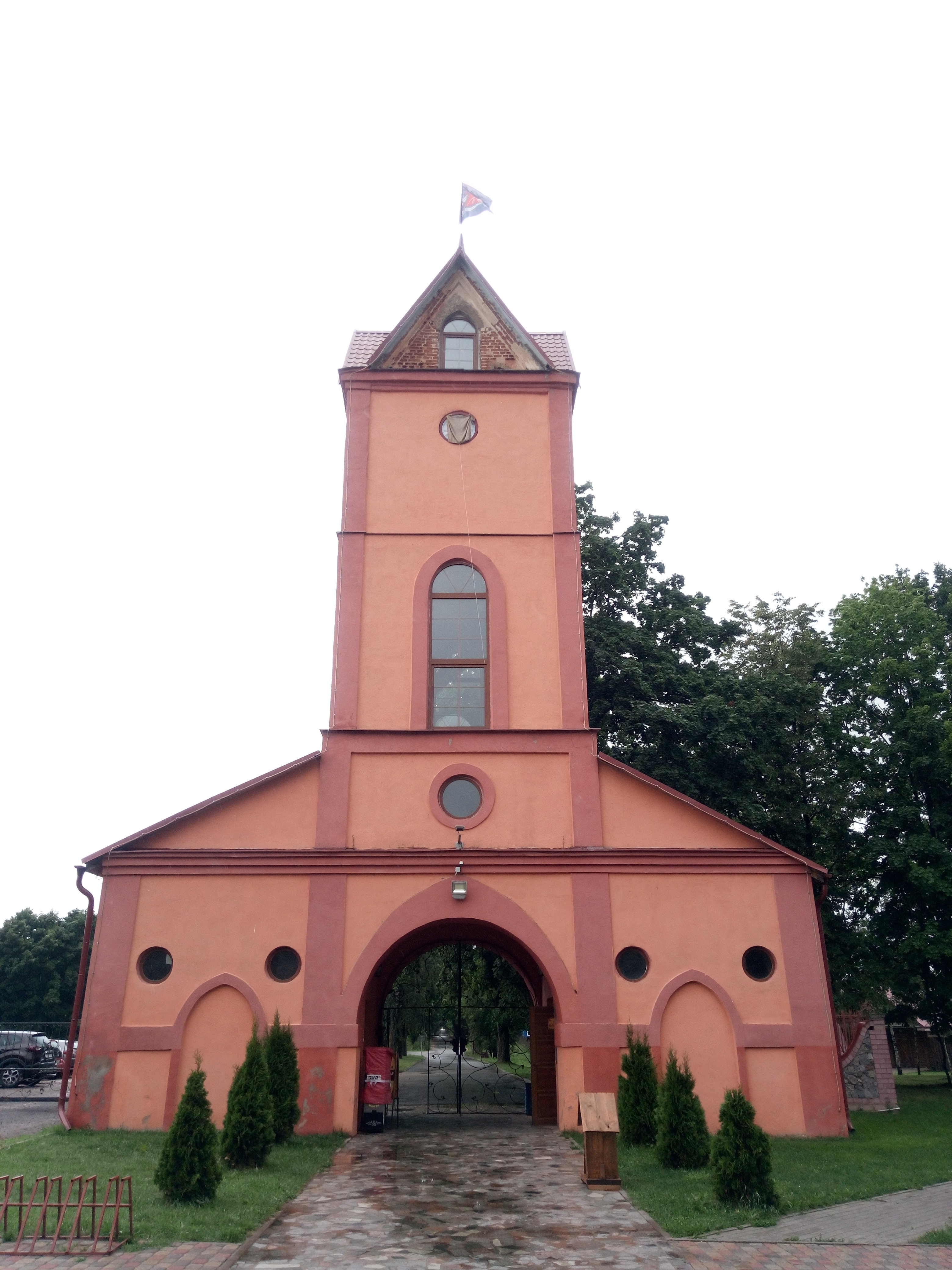
Ворота
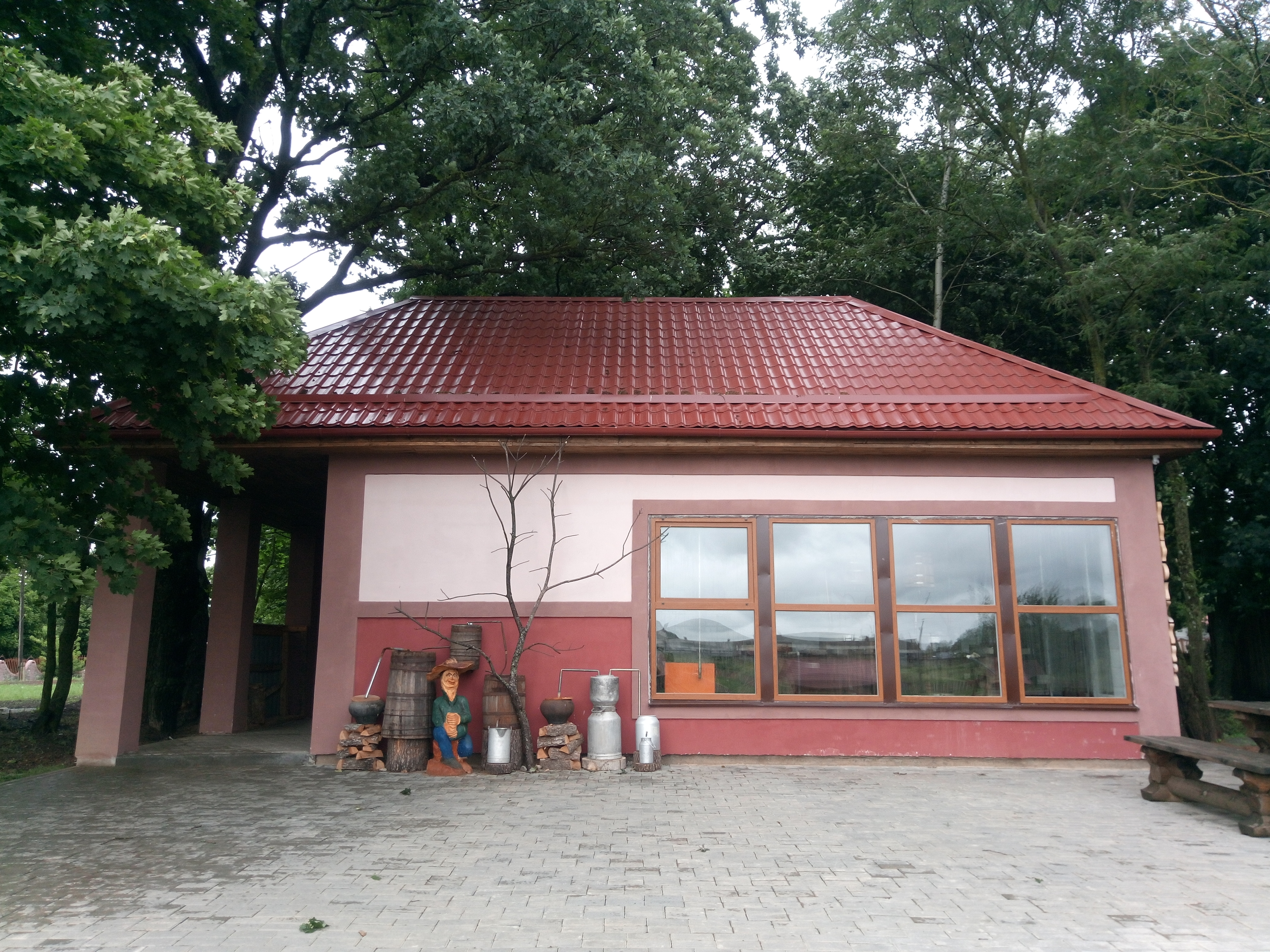
Винокурня
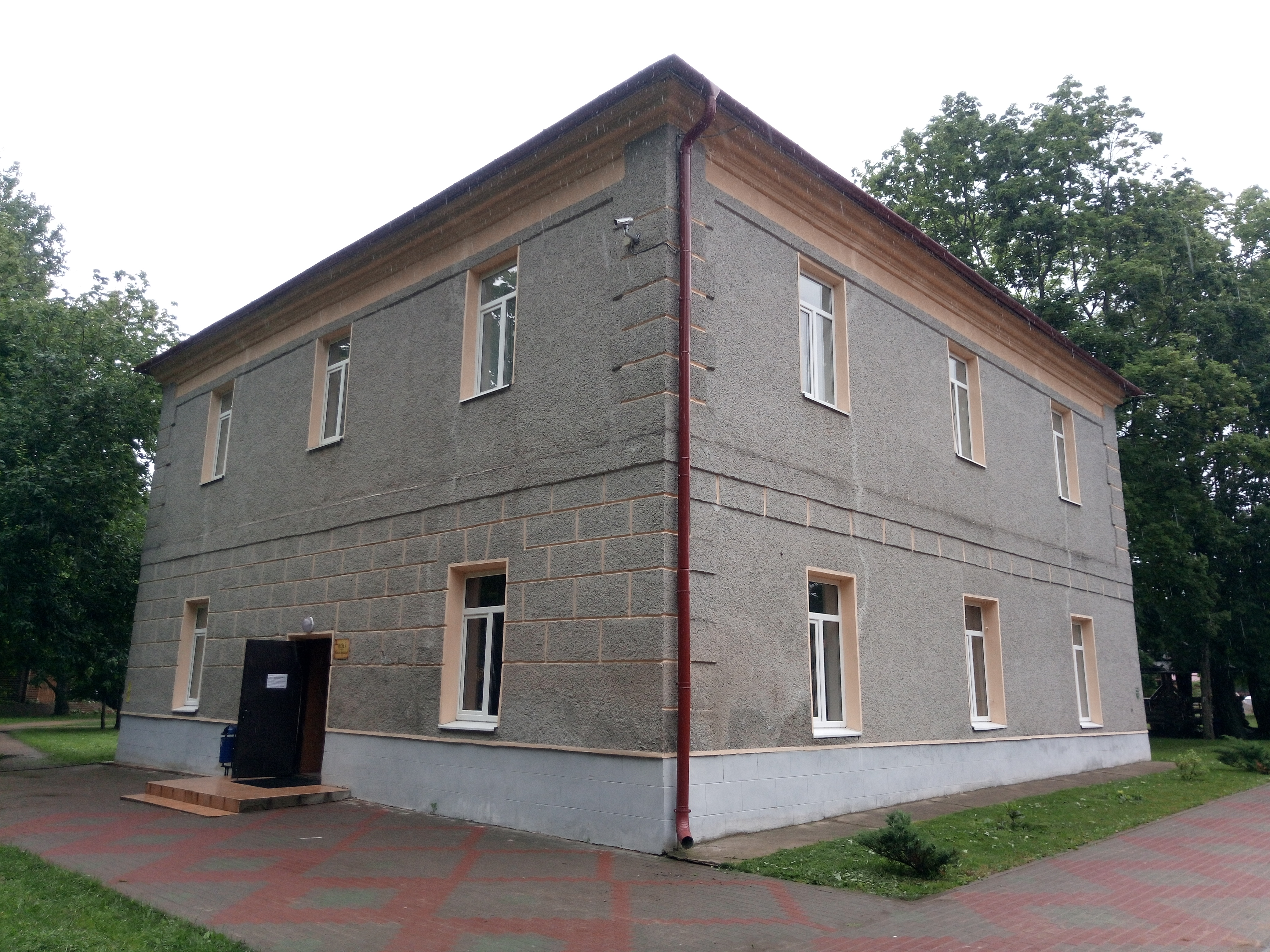
Музей
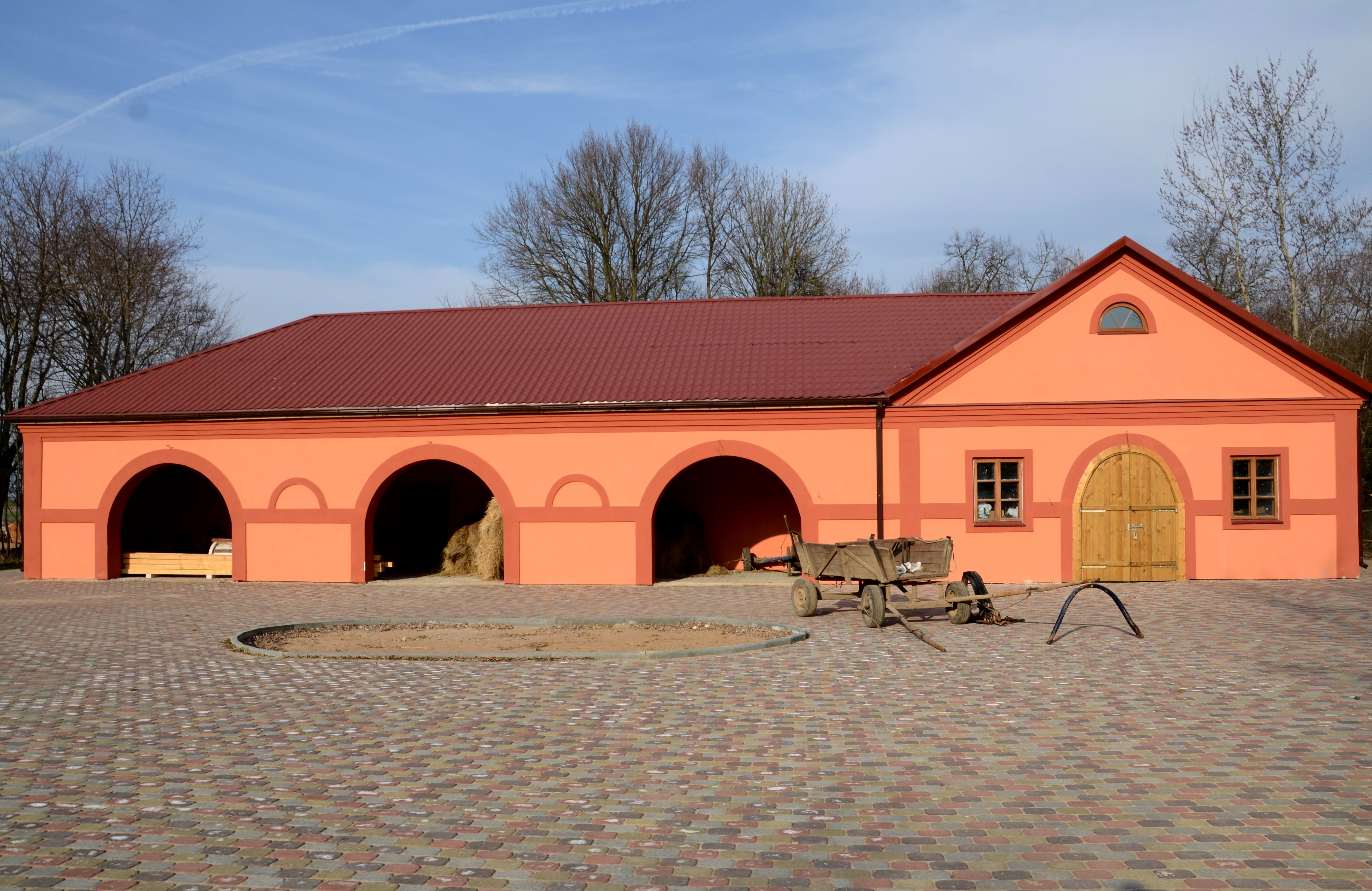
Конюшня
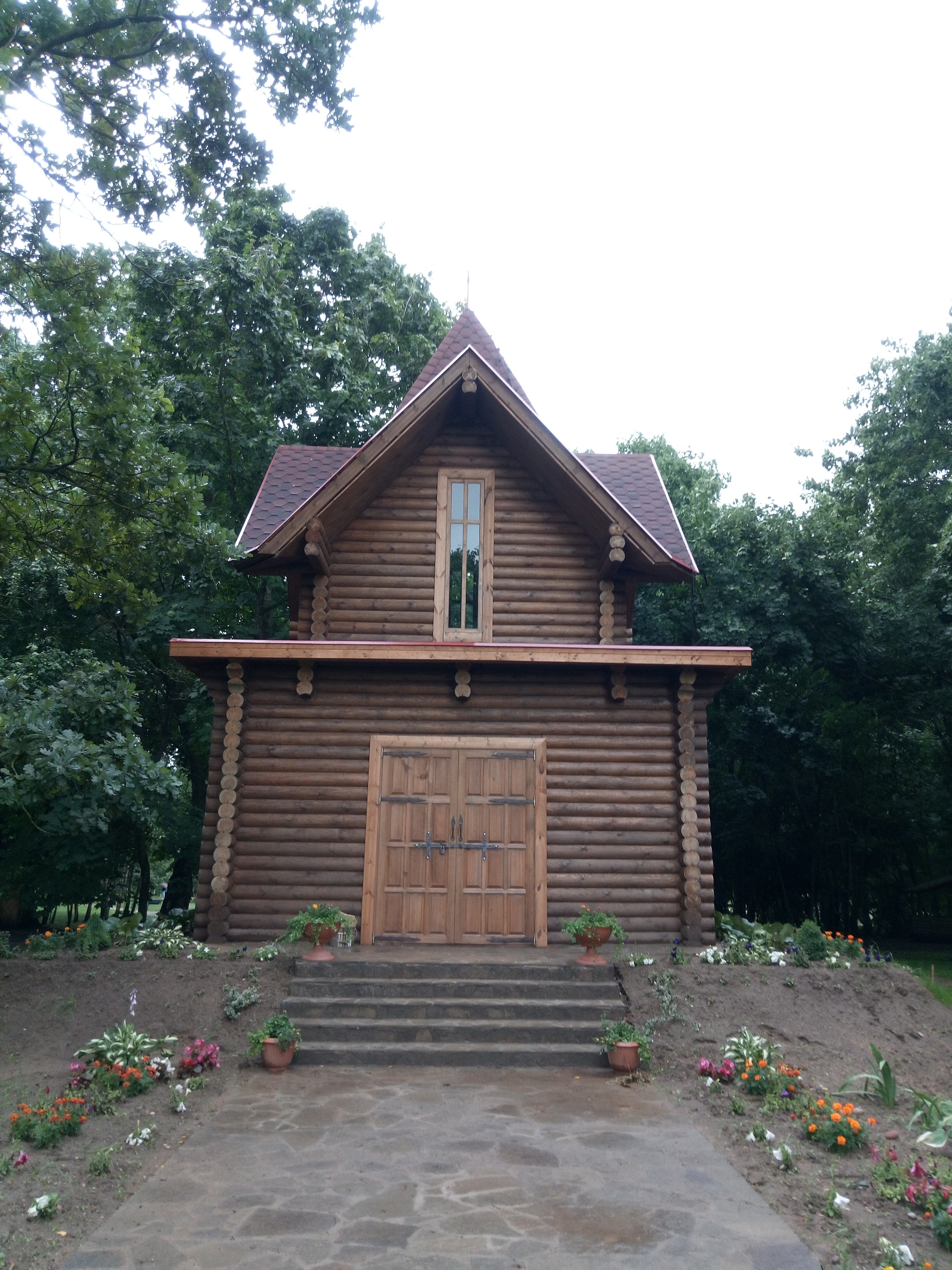
Часовня
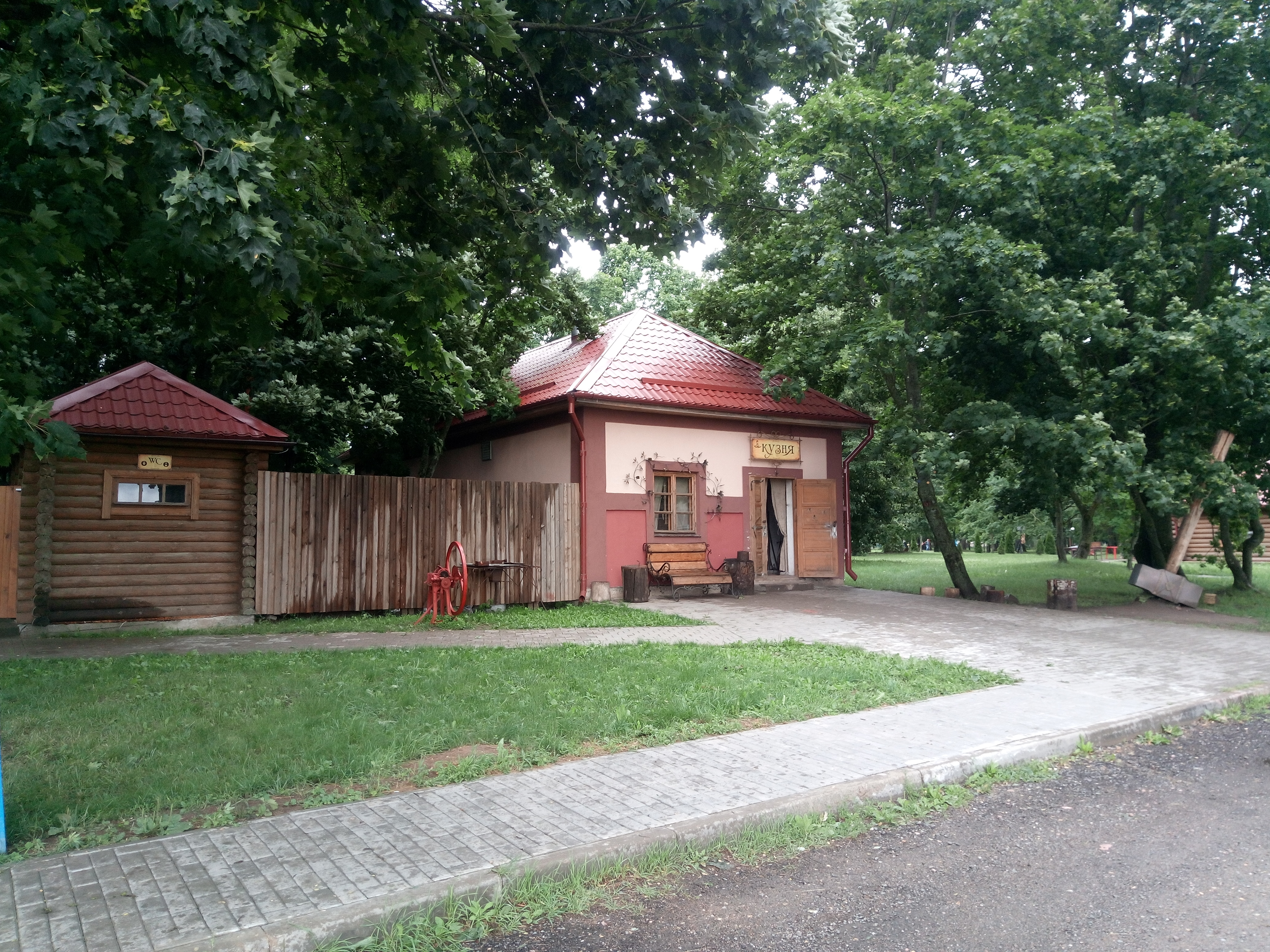
Кузница
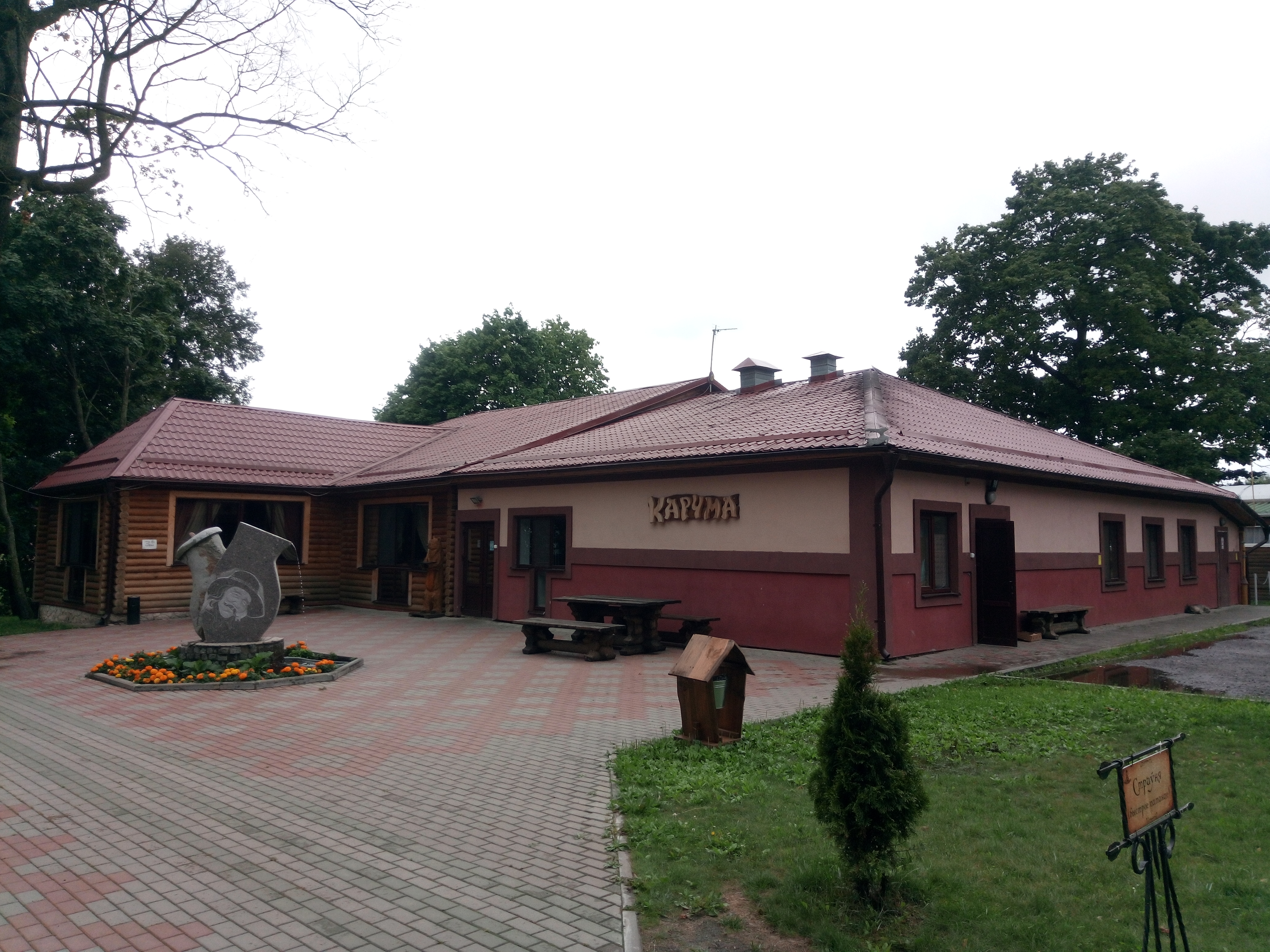
Корчма
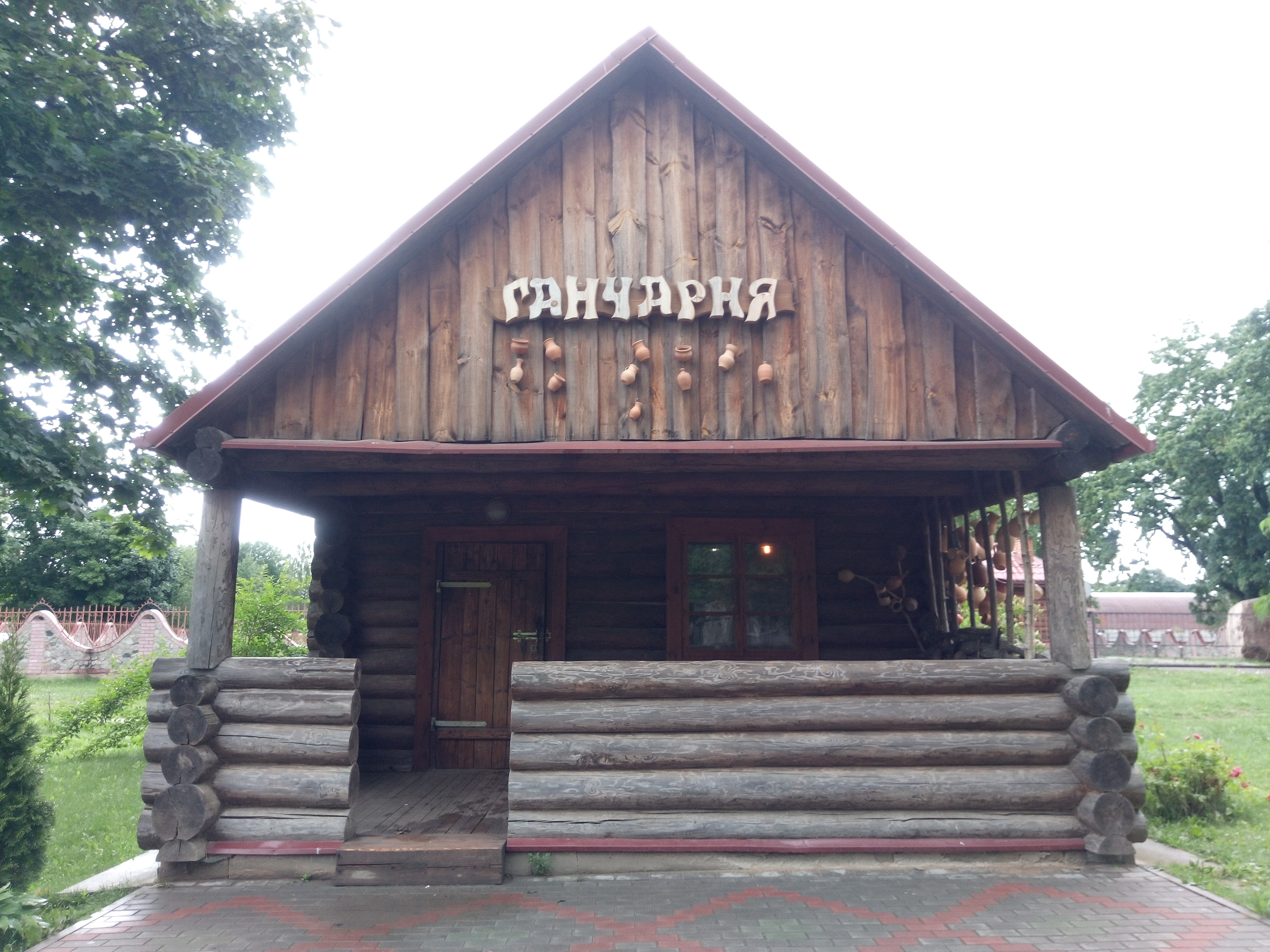
Гончарная мастерская
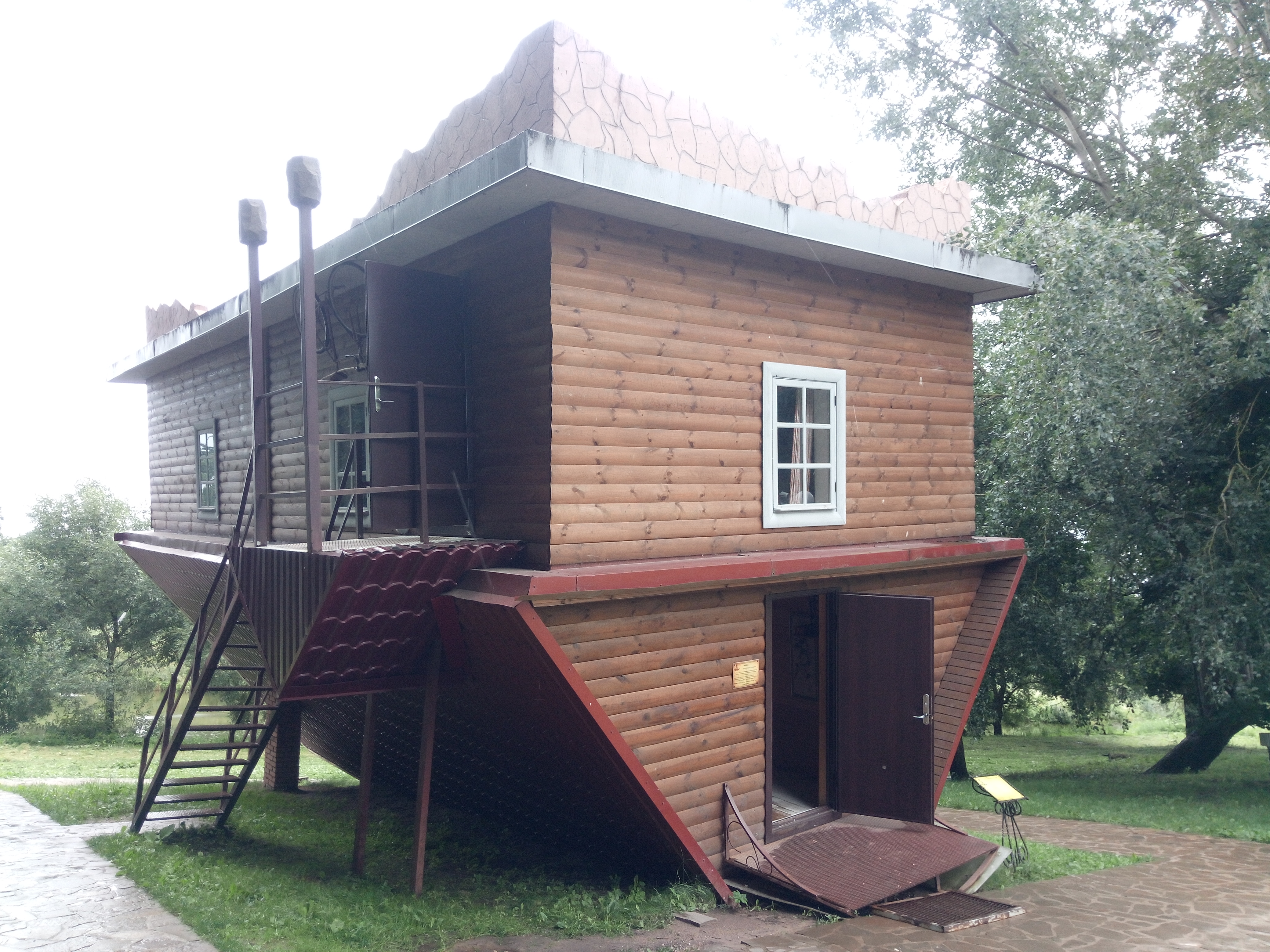
Перевёрнутый дом

## События и мероприятия
- Праздник средневековой культуры «Задора» в «Дукорскi маёнтак»[14]

## Достопримечательности
- Церковь (XIX век, православная Свято-Ильинская церковь, ранее Петро-Павловская)
- Братская могила, урочище Пуща —  Историко-культурная ценность Республики Беларусь, шифр 613Д000513
- Братская могила —  Историко-культурная ценность Республики Беларусь, шифр 613Д000514
- Еврейское кладбище
- Дворцово-парковый комплекс Гартингов (XVIII век)

### Памятники, скульптуры
- Памятник В. И. Ленину
- Мемориальная доска с фамилиями советских партизан, павших в боях под Дукорой в 1920 году
- Памятник жертвам геноцида евреев
- Памятная доска белорусскому драматургу, заслуженному учителю БССР В. С. Горбацевичу

### Утраченные памятники
- Дворец Гартингов (XVIII век)
- Синагога (XIX век)
- Крестовоздвиженская униатская церковь (XVIII век)

### Памятник природы, заказник
- "Дукорский старинный дуб «Желаний» — ботанический памятник природы местного значения.

## Известные уроженцы
- Горбацевич Василий Саввич (1893—1985) — белорусский драматург, мемуарист, педагог. Один из основателей белорусской советской драматургии. Заслуженный учитель БССР (1947).
- Фёдор Игнатьевич Пастернацкий (1845—1902) — известный российский учёный-медик.
- Чарный Самуил Вольфович (1883—1955) — еврейский литературный критик и публицист.
- Червяков Александр Григорьевич (1892—1937) — белорусский советский партийный и государственный деятель.